# Music and Me (album de Nate Dogg)
Pour les articles homonymes, voir Music and Me.
Albums de Nate Dogg
G-Funk Classics, Vol. 1 & 2
(1998) Essentials
(2002)
Singles
1. I Got Love
Sortie : 2001

Music & Me est le troisième album studio de Nate Dogg, sorti le 4 décembre 2001.
L'album s'est classé 3e au Top R&B/Hip-Hop Albums et 32e au Billboard 200.

## Liste des titres
| No  | Titre                                                                        | Contient un (des) sample(s) de         | Durée |
| --- | ---------------------------------------------------------------------------- | -------------------------------------- | ----- |
| 1.  | I Got Love                                                                   | I Believe to My Soul de Donny Hathaway | 3:58  |
| 2.  | Backdoor                                                                     |                                        | 5:13  |
| 3.  | Keep It G.A.N.G.S.T.A. (featuring Lil' Mo et Xzibit)                         |                                        | 4:05  |
| 4.  | I Pledge Allegiance (Intro) (featuring Pharoahe Monch)                       |                                        | 0:13  |
| 5.  | I Pledge Allegiance (featuring Pharoahe Monch)                               |                                        | 4:27  |
| 6.  | Your Woman Has Just Been Sighted (Ring the Alarm) (featuring Jermaine Dupri) |                                        | 4:01  |
| 7.  | Your Wife (featuring Dr. Dre)                                                |                                        | 3:39  |
| 8.  | Can't Nobody (featuring Kurupt)                                              |                                        | 5:22  |
| 9.  | Another Short Story                                                          |                                        | 4:15  |
| 10. | Concrete Streets                                                             |                                        | 3:58  |
| 11. | Real Pimp (featuring Ludacris)                                               |                                        | 3:34  |
| 12. | Ditty Dum Ditty Doo (featuring Snoop Dogg et Tha Eastsidaz)                  |                                        | 4:27  |
| 13. | Music and Me                                                                 |                                        | 4:00  |
| 14. | I Got Love (Remix) (featuring Fabolous, B.R.E.T.T. et Kurupt)                |                                        | 4:00  |